# Tom Six
Tom Six (Alkmaar, 29 agosto 1973) è un regista, sceneggiatore, produttore cinematografico, attore e montatore olandese.
Noto principalmente per aver diretto la trilogia body horror composta da The Human Centipede (First Sequence), The Human Centipede 2 (Full Sequence), The Human Centipede 3 (Final Sequence), realizzata tra il 2009 e il 2015. Six è stato inoltre il regista originale della serie televisiva reality olandese Grande Fratello che da allora è diventata un franchise internazionale.

## Biografia
Tom Six è nato a Alkmaar, Noord-Holland, nei Paesi Bassi il 29 agosto 1973.

### Carriera
Six ha iniziato il lavoro con la sorella, Ilonia Six, nella Six Entertainment Company, azienda creata appunto dai due. Qui ha scritto e diretto i film Gay in Amsterdam e Honeyz and I Love Dries (In seguito rintitolato come: What the Fu**).
Ma il maggiore successo del regista fu determinato dal film The Human Centipede (First Sequence), primo film della trilogia, uscito nel 2009. Il film ebbe molto successo come horror, nonostante le molteplici critiche e reazioni negative. Il successo del film stimolò Six a scrivere un sequel, ovvero The Human Centipede 2 (Full Sequence), secondo capitolo della trilogia, uscito nel 2011. Six ha successivamente dichiarato che il primo film era soltanto un "antipasto" per preparare gli spettatori. Infatti, il secondo film è a dir poco violento ed esagerato, e arriva ai limiti della pazzia umana. Il secondo film creò polemiche nel Regno Unito, che rifiutò di mettere i limiti di età. Solo una volta tagliato e censurato, fu inserito col limite 18+. Tom fu irritato da queste censure e tagli apportati al suo film e rispose alla BBFC dicendo: "Il cinema è una forma d'arte, e The Human Centipede è destinato a un pubblico Horror. Come nelle commedie prendete le migliori battute".
Con l'uscita di The Human Centipede 3, Tom conclude la trilogia e dichiara che i tre film possono essere indipendenti, come collegati da un sottile filo conduttore fra loro.
Nel 2019 dirige, scrive e produce il film The Onania Club, definito dallo stesso Six "una delle esperienze cinematografiche più vili e inumane di tutti i tempi". Nonostante la pellicola sia stata completata nel 2020 non ha mai trovato un distributore.

## Filmografia
- Gay in Amsterdam (2004)
- Honeyz (2007)
- I Love Dries (2008)
- The Human Centipede (First Sequence) (2010)
- The Human Centipede 2 (Full Sequence) (2011)
- The Human Centipede 3 (Final Sequence) (2015)

## Riconoscimenti
- Austin Fantastic Fest, Premio della Giuria, 2009
- Screamfest Horror Film Festival, Trofeo del Festival, 2009